# Vasile Cristescu
Vasile Cristescu (n. 1869 la Dobrovăț - d. 1929 la Nisa) a fost un matematician român, care s-a afirmat în domeniul geometriei.
În 1887 a absolvit Liceul Național din Iași, iar în 1892 a obținut diploma de inginer, fiind studentul lui Anghel Saligny.

## Activitate profesională
A condus lucrările de construcție a Podului de la Cernavodă.
În 1896 a condus construcția liniei ferate București - Constanța, terminată în 1900.
În 1907 este numit director la Fabrica de Hârtie Letea.
Ulterior este numit director la Serviciul Tehnic din Direcția Construcții Căi Ferate, funcție pe care o va deține tot restul vieții.

## Activitate științifică
Este profesor de matematică la Școala Profesională de PTT, apoi, în perioada 1910 - 1913, la Școala Superioară de Artilerie.
În domeniul biografic, a scris despre Nicolae Milescu.
A fost unul dintre fondatorii Gazetei Matematice, în cadrul căreia a fost activ, îndrumând cititorii spre cercetare matematică.
A fost membru al Societății Politehnice și al Societății Române de Științe.
A purtat corespondență cu Victor Thébault.
S-a ocupat în mod deosebit de geometria triunghiului și recreații matematice; apoi de punctul lui Feuerbach (1925); punctul lui Lemoine; dreapta lui Simpson; punctul lui Brocard, cercul lui Longschamps etc.
A colaborat la revista Mathesis, care apărea la Grand sub conducerea lui S. Mansion și a lui J. Neuberg.
Una din cărțile la care a colaborat este: Culegere de probleme de aritmetică, geometrie, algebră și trigonometrie, publicată de Societatea Gazeta Matematică în 1901.